# Поволжский государственный университет сервиса
Поволжский государственный университет сервиса (ПВГУС) — федеральное государственное бюджетное образовательное учреждение высшего образования в городе Тольятти, Самарская область. 
Готовит кадры для развития креативных индустрий и творческого предпринимательства, в том числе в сфере интеллектуальных систем и кибертехнологий, инжиниринга и инноваций, экономики и управления, дизайна и моды, туризма и гостеприимства. 
В университете реализуются образовательные программы высшего образования, среднего профессионального образования и дополнительные профессиональные программы.

## История
ПВГУС основан 6 августа 1981 г. в соответствии с приказом № 263 Министерства бытового обслуживания населения РСФСР как Тольяттинский филиал Московского технологического института. 
25 октября 1993 г. филиал был переименован в Поволжский технологический институт сервиса (ПТИС).
В 2002 году в соответствии с распоряжением № 1539-р Правительства Российской Федерации Поволжский технологический институт сервиса становится самостоятельным вузом — Тольяттинским государственным институтом сервиса (ТГИС). 
В 2004 году переименован в Тольяттинскую государственную академию сервиса, в 2006 году — в Тольяттинский государственный университет сервиса (ТГУС). 
В мае 2008 года по приказу № 462 от Федерального агентства по образованию Тольяттинский государственный университет сервиса получил свое действующее название — Поволжский государственный университет сервиса (ПВГУС).
С 2021 года ректором университета является Выборнова Любовь Алексеевна, кандидат экономических наук, доцент.

## Структура университета
Институты и факультеты:
• Высшая школа интеллектуальных систем и кибертехнологий
• Высшая школа креативных индустрий, инноваций и бизнеса
• Факультет информационно-технического сервиса
Колледж:
• Колледж креативных индустрий и предпринимательства
Университет имеет разветвленную сеть представительств в Приволжском федеральном округе.
В университете создана система, поддерживающая концепцию непрерывного образования. ПВГУС выпускает бакалавров, специалистов, магистров и аспирантов. 
В Колледже креативных индустрий и предпринимательства можно получить среднее профессиональное образование после 9 класса школы. 
В университете реализуются программы дополнительного профессионального образования, в том числе в области информационной безопасности, туризма и индустрии гостеприимства.

## Инфраструктура
Учебный кампус состоит из двух учебных корпусов с мультимедийными классами и учебными лабораториями. В вузе есть собственная научная библиотека, спортивный комплекс и фонд аудиторий для проведения лекций и семинаров. Для иногородних студентов работает общежитие на 300 мест, которое находится в Центральном районе Тольятти по адресу: ул. Ленинградская, 29. 

## Известные выпускники
Выпускники Университета сервиса строят успешную карьеру и развивают собственный бизнес в России и за рубежом. Среди выпускников университета:
Сухих, Илья Геннадьевич — глава г.о. Тольятти, бывший глава г.о. Жигулевск.
Миронова Лариса Александровна — руководитель департамента финансов администрации г.о. Тольятти.
Козлова Марина Александровна — руководитель департамента культуры администрации г.о. Тольятти. 
Савченко Михаил — директор филиала Государственной Третьяковской галереи в Самаре, продюсер и идейный вдохновитель фестиваля набережных «ВолгаФест». 
Золотарев Денис — директор Дирекции медиадизайна международного информационного агентства «Россия сегодня».

## Известные факты
Международный конкурс молодых дизайнеров «Арбуз». Ежегодное событие ПВГУС, которое за 17 лет стало признанной площадкой для привлечения талантливой молодежи, продвижения и развития современных направлений дизайна.
Участие в Программе молодежного и студенческого туризма. Университет сервиса поддержал идею Президента России Владимира Путина о развитии студенческого туризма и сообщил о готовности предоставить студентам из других городов возможность останавливаться в общежитии вуза. Университет сервиса входит в региональную команду разработчиков стратегии развития промышленного туризма в Самарской области. 
Участие в пилотном проекте Минобрнауки России. Университет сервиса входит в рабочую группу по созданию суперсервиса для абитуриентов и студентов «Чем помочь?».

## Внеучебная жизнь
«Университетская студенческая весна». Это конкурс студенческого творчества в танцевальном, музыкальном, театральном и других жанрах. Финалисты университетских студвесен представляют вуз на всероссийском конкурсе. 
«Первый полет». Информационно-ознакомительное мероприятие для первокурсников высшего и среднего профессионального образования. Преодолевая тематические станции, студенты знакомятся со структурой вуза и сокурсниками. Также это и первый шаг для творческих ребят, которые хотят заявить о себе на большой сцене. 
«Голос университета». Ежегодный вокальный конкурс. Все желающие студенты участвуют в кастинге. Жюри отбирает лучших вокалистов. В первом туре участники выступают с сольным номером. Во втором — получают наставников среди студентов старших курсов или выпускников. Выступления проходят в формате вокального трио — один наставник и два участника в каждом номере.
Киберспорт. В конце 2021 года университет заключил соглашение о сотрудничестве с Федерацией компьютерного спорта России. В ПВГУС создана университетская команда по киберспорту.

## Партнеры
1. ГАУ Самарской области «Центр инновационного развития и кластерных инициатив» — технопарк «Жигулевская долина»
2. ПАО «Сбербанк»
3. ООО «Тольяттикаучук»
4. АО «ВАЗСИСТЕМ»
5. ООО «ШФ Профи Дресс»
6. ООО «ПрограмМастер»
7. ООО «ГЛОНАСС-Центр»
8. НП «Туристский информационный центр г. Тольятти»
9. ООО «Никотурс Тольятти» 
10. Гостиничный комплекс «Альпен Парк»